# George Leveson-Gower, 1:e hertig av Sutherland
George Granville Leveson-Gower, 1:e hertig av Sutherland, född den 9 januari 1758, död den 19 juli 1833, var en brittisk ädling.

## Biografi
George Leveson-Gower var son till Granville Leveson-Gower, 1:e markis av Stafford. Han gifte sig 1785 med Elizabeth Sutherland, 19:e grevinna av Sutherland (1765–1839).
Han var parlamentsledamot i omgångar under 1780-talet och blev 1790 utnämnd till medlem av Privy Council och till ambassadör i Frankrike, trots att han saknade diplomatisk erfarenhet. Han avgick från denna post 1792. År 1806 blev han utnämnd till riddare av Strumpebandsorden.
Leveson-Gower kom att bli ökänd för sitt hårdhänta sätt att behandla sina underlydande i Skottland (Highland clearances) och är fortfarande en kontroversiell person i Skottlands 1800-talshistoria. Dessutom ägde han stora domäner i Staffordshire och Yorkshire, vilket gjorde honom till en av de rikaste männen i England.
Familjen bodde vanligen på Stafford House i London. Stafford House är numera känt som Lancaster House.

## Barn
- George Granville, 2:e hertig av Sutherland (1786–1861); gift 1823 på Devonshire House i London med Lady Harriet Elizabeth Georgiana Howard (1806–1868)
- Lady Charlotte Sophia Leveson-Gower (1788–1870); gift 1814 med Henry Howard, 13:e hertig av Norfolk (1791–1856)
- Lady Elizabeth Mary Leveson-Gower (1797–1891); gift 1819 med Richard Grosvenor, 2:e markis av Westminster (1795–1869)
- Lord Francis Egerton, 1:e earl av Ellesmere (1800–1857); gift 1822 med Harriet Catherine Greville (1800–1866)